# Les bleus, premiers pas dans la police
Les bleus, premiers pas dans la police is een Franse politieserie over beginnende politieagenten in een korps in Parijs.
De serie was sinds 8 februari 2006 te zien op M6. de vier seizoen liepen tot 2010. De serie werd ook in Vlaanderen uitgezonden op één.

## Synopsis
Centraal staan vijf kersverse politieagenten: Laura, Lyes, Kévin, Nadia en Alex. Zij staan in het eerste seizoen onder de hoede van commissaris Santamaria. Sommigen onder hen dromen al van pittige politieonderzoeken, anderen kozen voor de politie voor de werkzekerheid en zonder enige echte ambitie. Net als in het echte leven loopt niet alles van een leien dakje met grappige stommiteiten tot gevolg. Zelfs de goede bedoelingen van de groentjes eindigen vaak in een regelrechte catastrofe.

## Personages

### De vijf beginners
- Laura Maurier (Élodie Yung). Haar ouders zijn gescheiden en zij is misschien de dochter van commissaris Santamaria. Haar moeder denkt dat ze een gerenommeerde advocate is. Ze is een doorzetter en kampioen op het gebied van vechtsporten. Een minpunt is dat ze het moeilijk heeft met gezag.
- Lyes Beloumi (Mhamed Arezki). Hij is plichtbewust en respecteert de hiërarchie in tegenstelling tot de anderen, maar is niet zo een erg goede schutter. Men kan hem omschrijven als het "doetje" van de groep.
- Kévin Laporte (Nicolas Gob). Hij komt uit Biarritz, waar zijn moeder kapster is. Oorspronkelijk wilde hij bij de CRS, Compagnie Républicaine de Sécurité, maar door een fout in zijn dossier werd hij overgeplaatst naar Parijs. Hij is homoseksueel, maar niet openlijk. Hij geeft meestal hints en als mensen achter zijn geaardheid komen, zal hij het nooit ontkennen. Volgens zijn moeder is Kévin homo omdat hij nooit een vaderfiguur heeft gekend. Hij is stevig gebouwd, maar niet agressief, en staat altijd klaar om zijn collega's te helpen. Hij heeft een knipperlichtrelatie met Yann Berthier.
- Nadia Poulain (Gabrièle Valensi). Ze heeft twee kinderen en krijgt een verhouding met chef Santamaria. Wanneer ze voor de derde keer zwanger is, besluit ze een abortus uit te voeren. Vaak reageert ze zeer emotioneel.
- Alex Moreno (Raphaël Lenglet). Hij groeide op in de achterbuurten en dit kenmerkt ook zijn karakter: oncontroleerbaar, impulsief en soms zelf agressief en te intuïtief . Hij is verliefd op Laura en spreekt meerdere talen, waaronder Chinees, Turks, Sloveens en Verlan.

### De leiding
- Commissaire Daniel Santamaria (Patrick Catalifo). Hij is misschien de vader van Laura. Hij verlaat de serie na het eerste seizoen, maar is ook in het vierde seizoen te zien.
- Commissaire Nicole Mercier (Clémentine Célarié). Ze is Santamaria's opvolger vanaf serie 2. Ze heeft een sterk karakter en boekt resultaten, maar is soms te vaak gefocust op statistieken. Ze heeft een nogal gespannen relatie met haar collega's.
- Capitaine Louis Franchard (Luc Thuillier). Hij heeft een zeer goede kennis van het terreinwerk, maar is tevens ietwat agressief. Hij heeft een relatie met de moeder van Kévin.
- Capitaine Étienne Duval (Jean-Michel Fête). Hij is zeer geliefd bij zijn collega's en gedraagt zich zeer professioneel. Hij heeft echter niet zoveel geduld.
- Capitaine Yann Berthier (Mathieu Delarive). Hij werkt bij de 'Brigade anticriminalité (BAC)'. Hij heeft een knipperlichtrelatie met Kévin. Hij werd op het einde van seizoen 1 slachtoffer van gay bashing.

## Afleveringen
In 2006 werd een pilotaflevering van 90 minuten gemaakt, in 2007-2010 gevolgd door vier series van in totaal 34 afleveringen, die elk 52 minuten duurden.

### Pilote (2006)
- Premiers pas dans la police

### Seizoen 1 (2007)
1. Dommage collatéral
2. Une vie de chien
3. Fantôme du passé
4. Hôtels particuliers
5. Les yeux fermés
6. Retour de flammes
7. Otages
8. Faux-semblants
9. Rien ne va plus
10. Infiltration
11. Enquête interne
12. Enquête interne: deuxième partie

### Seizoen 2 (2009)
1. Derrière les barreaux
2. Nouveau départ
3. Jeux dangereux
4. Alerte enlèvement
5. A bout portant

### Seizoen 3 (2010)
1. Un voisin encombrant
2. Faillites collectives
3. L'Envers du décor
4. Le Passé retrouvé
5. Amour fou
6. À mains nues
7. La Tentation d'Alex
8. Corps étrangers

### Seizoen 4 (2010)
1. Sur la touche
2. Une affaire de famille
3. Sexe, Mensonge et Vidéo
4. Un père et manque
5. Bijoux de famille
6. Chambre avec vue
7. 24 heures presque chrono
8. À double tranchant

## Muziek
De herkenningstune is het liedje No Tomorrow van Orson. Andere opmerkelijken muziekstukken in de serie zijn Everywhen van Massive Attack, A Little Bit Strange van Immersion, I can't forgive van Béatrice Lang en Torturé van Fabrice Aboulker.

## Prijzen
De serie heeft in totaal drie prijzen gewonnen, waarvan twee op het festival van Luchon.
- Festival du film de télévision de Luchon 2006 : Grand prix des séries[1]
- Festival du film de télévision de Luchon 2006 : Prix du meilleur jeune acteur pour Mhamed Arezki[1]
- Festival du film de télévision de La Rochelle 2007 : Prix de la meilleure série[1]